# Pommersche Lebensbilder
Les Pommersche Lebensbilder sont une collection de biographies sur des personnages de l'histoire de la Poméranie. Il est publié en plusieurs volumes par la Commission historique de Poméranie.

## Création
La Commission historique de Poméranie créé un sous-comité au début des années 1930 composé de :
- Adolf Hofmeister, Greifswald
- Erich Randt, Stettin
- Martin Wehrmann, Stargard-en-Poméranie

pour la publication d'une collection de biographies poméraniennes. Après le transfert de E. Randt à Wroclaw, le bibliothécaire de la ville de Stettin, Wilhelm Braun (de), reprend ses fonctions.

## Tomes I à IV
Avant la Seconde Guerre mondiale, l'éditeur Leon Sauniers Buchhandlung Stettin publie trois volumes :
- Tome I : Poméranie des XIXe et XXe siècles. 1934
- Tome II : Poméranie des XIXe et XXe siècles. 1936
- Tome III : Poméranie des XVIIIe siècle, XIXe et XXe siècles. 1939

Pour le tome IV, les épreuves sont déjà disponibles en 1942, mais la guerre empêche l'impression. Ce n'est donc qu'en 1966 que le quatrième volume a pu être publié par le Dr Walter Menn aux éditions Böhlau de Cologne Graz, mais sans l'ajout de photos-portraits.

## Biographies des tomes I à IV
Les personnes suivantes sont honorées par leurs contributions (l'auteur entre parenthèses) :
- Adelung, Johann Christoph (Kurt Gassen, Greifswald) III 114–128
- Arndt, Ernst Moritz (Ernst Müsebeck, Potsdam) I 1–24
- Arnim, Volkmar von (Alexander Meurer, Hambourg) II 312–322
- Bahnsen, Julius (Kurt Gassen) IV 386–396
- Benzmann, Hans (de) (Ernst Lemke, Stralsund) I 443–456
- Bergholz, Paul (de) (Otto Wiechmann, Brême) III 368–373
- Beseler, Hans von (Helmuth Rogge, Potsdam) I 370–390
- Biese, Alfred (de) (Hermann Ploetz (de), Stettin) II 402–411
- Billroth, Theodor (Walther Schönfeld (de), Greifswald) I 245–251
- Bismarck, Johanna von (Arnold Oskar Meyer, Munich) I 221–233
- Blecks, Daniel (de) (Otto Altenburg, Stettin) III 170–182
- Blücher, Gebhard Leberecht von (Walter Menn) IV 185–203
- Borcke, Caspar Wilhelm von (de) (Kurt Gassen) IV 85–95
- Brandes, Johann Christian (Kurt Gassen, Greifswald) III 129–141
- Brüggemann, Ludwig Wilhelm (Hellmuth Heyden (de), Stettin) III 142–150
- Bucher, Lothar (Rudolf Ibbeken, Berlin-Nikolassee) II 172–197
- Bülow, Hans von (de) (Wilhelm Magnus von Eberhardt, Charlottenbourg) II 144–159
- Bülow-Cummerow, Ernst von (Erich Krauß) IV 228–240
- Burmeister, Hermann (Peter Pooth (de)) IV 361–371
- Casten, Johann (de) (Hellmuth Heyden (de), Stettin) III 62–68
- Clausius, Rudolf (Friedrich Krüger (de), Greifswald) I 208–211
- Cothenius, Christian Andreas (de) (Edith Heischkel, Berlin) III 39–47
- Dähnert, Johann Carl (de) (Ernst Zunker) IV 123–142
- Delbrück, Max (de) (Walter Hückel (de), Breslau) II 362–369
- Doenniges, Wilhelm von (de) (Eugen Franz, Munich) II 103–121
- Dohrn, Anton (Curt Herbst, Heidelberg) I 293–303
- Droysen, Johann Gustav (Felix Gilbert[1], Berlin) I 141–154
- Flemming, Hans Curt (de) (Wilhelm Eggebrecht, Stettin) II 435–443
- Friedrich, Caspar David (Karl Wilhelm Jähnig[2], Dresden) I 25–42
- Fuchs, Paul Freiherr von (de) (Paul Haake) IV 53–69
- Gierke, Otto von (Erich Molitor (de), Greifswald) I 304–312
- Giesebrecht, Ludwig (Otto Altenburg) IV 292–315
- Gilly, Friedrich (Otto Holtze, Stettin) III 204–215
- Glasenapp, Otto von (de) (Bodo von Wedel, Berlin) II 394–401
- Goltz, Rüdiger Freiherr von der (de) (Rüdiger Freiherr von der Goltz (de), Kreitzig)/ I 279–287
- Graßmann, Hermann (Friedrich Engel[3], Gießen) II 74–84
- Gribel, Friedrich Wilhelm (de) (Wilhelm Braun (de), Stettin) III 243–255
- Grieben, Hermann (de) (Werner Bake, Pyritz) I 212–220
- Gützlaff, Karl (Johannes Rahn, Stralsund) II 61–68
- Haese, Georg Friedrich (de) (Martin von Malotki (de), Buchholz bei Hohenkrug, Kr. Greifenhagen) II 19–27
- Hagenow, Friedrich von (de) (Ernst Habetha, Greifswald) III 266–276
- Haken, Hermann (de) (Erwin Ackerknecht (de)[4], Stettin) II 249–259
- Haker, Heinrich Friedrich (de) (Johanna von Engelmann, geb. Haker, München) II 237–248
- Haupt, Erich (de) (Eduard von der Goltz (de), Greifswald) II 288–295
- Haupt, Wilhelm (de) (Helmuth Haupt, Breslau) I 336–345
- Helvig, Karl von (de) (Erich Gülzow) IV 204–217
- Hertzberg, Ewald Friedrich Graf von (Paul Haake, Berlin) III 89–113
- Heyden, Otto (de) (Otto Holtze, Stettin) I 190–196
- Hildebrandt, Ulrich (de) (Anni Hildebrandt) IV 432–441
- Hoefer, Edmund (de) (Bruno Sauer, Plauen) III 297–307
- Hoeppner, Ernst von (Hans Arndt, Berlin) I 422–429
- Hoffmann, Hans (de) (Rudolf Hoffmann, Hanovre) II 323–339
- Holtz, Wilhelm (de) (Friedrich Krüger (de), Greifswald) I 275–278
- Homeyer, Alexander von (Joachim Steinbacher (de), Berlin-Karlshorst) I 261–265
- Homeyer, Carl Gustav (George Löning (de)) IV 316–323
- Jühlke, Ferdinand (de) (Ernst Jordan, Berlin-Steglitz) I 155–161
- Kleist, Ewald Christian von (Wilhelm Eggebrecht, Stettin) III 47–61
- Kleist-Retzow, Hans von (Arnold Oskar Meyer, Berlin) II 122–143
- Klempin, Karl Robert (Erich Randt, Stettin) I 176–189
- Krause, Friedrich Wilhelm (de) (Rektor Robert Burkhardt (de)[5], Swinemünde>) II 28–40
- Krockow, Graf Reinhold von (de) (Hermann Klaje) IV 218–227
- Kromayer, Johannes (de) (Hans Volkmann (de)) IV 422–431
- Kruse, Heinrich (de) (Karl Buchheim (de), Leipzig) I 162–175
- Kugler, Franz (Kurt Karl Eberlein (de), Berlin-Charlottenbourg) I 123–140
- Lange, Henry (Hermann Haack (de), Gotha) III 308–317
- Lappe, Karl (de) (Erich Gülzow, Barth) III 216–225
- Ledebour, Karl Friedrich von (Martin Möbius, Francfort-sur-le-Main) III 256–265
- Lemcke, Hugo (Martin Wehrmann, Stargard) I 266–274
- Lenz, Friedrich (de) (Theodor Reh, Berlin-Nikolassee) I 322–335
- Lenz, Max (Paul Haake, Berlin) II 340–361
- Lietz, Hermann (Otto Flug, Kassel) I 436–442
- Lilienthal, Otto (Friedrich Krüger (de), Greifswald) I 346–350
- Lorenz, Carl Adolf (Günther Kittler, Altdamm) III 349–358
- Maaß, Leberecht (Ernst Oldwig von Natzmer, Stettin) III 387–396
- Malkewitz, Gustav (Adolf Erdmann, Stargard i. Pom.) I 430–435
- Maltzahn-Gültz, Helmuth Freiherr von (Helmuth Freiherr von Maltzahn, Schossow bei Tützpatz) II 266–280
- March, Ernst (de) (Paul March, Berlin-Charlottenburg) II 50–60
- Meinhold, Karl (de) (Paul Meinhold, Stettin) II 93–102
- Mevius, David (de) (Erich Molitor) IV 1–8
- Mohnike, Gottlieb (de) (Erich Gülzow, Barth) I 53–62
- Müller, Andreas (Hans Wehr) IV 21–35
- Mursinna, Christian Ludwig (de) (Edith Heischkel, Berlin) III 151–160
- Neitzel, Otto (Hans Engel (de), Greifswald) I 391–394
- Nettelbeck, Joachim (de) (Hermann Klaje (de), Colberg) II 1–18
- Nobert, Friedrich Adolph (de) (Friedrich Krüger (de), Greifswald) II 69–73
- Normann, Karl von (de) (Ernst Schröder, Berlin) III 327–340
- Nüscke, Albert Emil (de) (Otto Altenburg, Stettin) II 160–171
- Osten, Friedrich Wilhelm von der (de) (Graf von Bismarck-Osten) IV 142–152
- Palleske, Emil (de) (Maximilian Weller) IV 372–385
- Pauli, Karl (de) (Erich Gülzow) IV 397–408
- Petrich, Hermann (Otto Altenburg, Stettin) III 359–367
- Pietschmann, Richard (Walter Menn[6], Greifswald) II 388–393
- Platen, Balzer Bogislaus Graf von (Erich Gülzow, Barth) II 41–49
- Plüddemann, Hermann (de) (Arthur Schulz, Stettin) II 85–92
- Plüddemann, Martin (de) (Hans Engel (de), Greifswald) I 395–403
- Putbus, Malte Fürst und Herr zu (de) (Alfred Haas (de), Stettin) I 63–70
- Puttkamer, Robert von (Annemarie von Puttkamer, Karzin) I 234–244
- Ramler, Karl Wilhelm (Wilhelm Eggebrecht) IV 153–167
- Reichardt, Gustav (de) (Hans Engel (de), Greifswald) I 94–97
- Reimer, Georg Andreas (Kurt Gassen, Greifswald) III 226–242
- Rodbertus, Karl (Karl Muhs, Greifswald) I 117–122
- Roon, Albrecht Graf von (Reinhard Hübner, Klein-Machnow) I 98–116
- Rüchel, Ernst von (Heinz Riese, Potsdam) III 183–190
- Rühl, Hugo (de) (Adolf Blümcke, Cammin) II 302–311
- Ruhnken, David (Franz Egermann (de), Greifswald) III 69–88
- Runge, Philipp Otto (Paul F. Schmidt, Berlin-Wilmersdorf) I 43–52
- Scheele, Carl Wilhelm (Georg Lockemann) IV 168–184
- Scheibert, Carl Gottfried (de) (Friedrich Schulze, Leipzig) III 277–283
- Schildener, Karl (de) (Erich Gülzow) IV 267–281
- Schill, Ferdinand von (Hermann Klaje) IV 241–266
- Schleich, Carl Ludwig (de) (Wolfgang Goetz (de), Stahnsdorf) II 412–423
- Schmückert, Heinrich (de) (K. Schwarz) IV 282–291
- Schömann, Georg Friedrich (de) (Franz Egermann (de), Greifswald) I 88–93
- Schröder, Ludwig von (Adolf von Trotha, Berlin-Glienicke) I 404–421
- Schröder, Richard (de) (Erich Molitor, Greifswald) I 288–292
- Schulze, Franz Eilhard (Richard Hesse (de), Berlin) II 281–287
- Schwarz, Albert (de) (Kurt Gassen, Greifswald) II 424–434
- Schwerin, Curt Christoph Graf von (Hermann Wendt, Tübingen) III 1–38
- Schwerin, Otto von (de) (Max Hein) IV 9–20
- Segebarth, Johann (de) (Erich Gülzow, Barth) III 341–348
- Selle, Christian Gottlieb (de) (Edith Heischkel, Berlin) III 161–169
- Senfft von Pilsach, Ernst Freiherr (Paul Haake) IV 324–360
- Spalding, Johann Joachim (Alfred Uckeley (de)) IV 110–122
- Sparr, Karl (de) (Hans Hoffmann, Stettin) III 374–386
- Splitgerber, David (de) (Wilhelm Treue) IV 70–84
- Stech, Andreas (Leni Telger) IV 36–52
- Steffen, August (de) (Martin Bethe, Stettin) III 318–326
- Stenzler, Adolf Friedrich (Wolfgang Pax (de), Breslau) III 284–296
- Stephan, Heinrich (de) (Oskar Grosse, München) I 252–260
- Tiburtius, Franziska (de) (Walther Schönfeld (de), Heidelberg) II 296–301
- Toepffer, Albert Eduard (de) (Wilhelm Braun (de), Stettin) I 313–321
- Virchow, Rudolf (Rudolf Beneke, Marburg) II 198–236
- Vogt, Friedrich (de) (Gustav Rosenhagen, Hamburg) II 370–376
- Voß, Richard (Wanda von Puttkamer, Charlottenburg) II 377–387
- Wangenheim, Conrad Freiherr von (Hans Freiherr von Wangenheim, Berlin) I 351–369
- Wiebeking, Karl Friedrich (de) (Wilhelm Güthling, Berlin-Dahlem) III 191–203
- Winterfeldt, Hans Karl von (Kurt von Priesdorff) IV 96–109
- Wrangel, Friedrich Graf von (Karl Haenchen, Berlin-Zehlendorf) I 71–87
- Wuthenow, Alwine (de) (Otto Altenburg, Stettin) I 197–207
- Zieten-Schwerin, Albert Julius Graf von (de) (Eduard Freiherr von der Goltz, Greifswald) II 260–265

## Tomes V à VII
Les représentations individuelles apparues plus tard dans la série de recherches sur l'histoire de Poméranie sont également comptées comme des volumes d'images de la vie de Poméranie. Ceux-ci sont:
- Tome V : Hugo Gotthard Bloth (de) : L'Église en Poméranie. Mission et service des évêques évangéliques et surintendants généraux de l'Église de Poméranie de 1792 à 1919. Recherche sur l'histoire de la Poméranie, série V, volume 20. Böhlau Verlag, Cologne Vienne 1979,  (ISBN 3-412-03478-9) .
- Volume VI : Werner Schwarz : Histoire de la musique de Poméranie. Volume 2, biographies de musiciens de et de Poméranie. Recherche sur l'histoire de la Poméranie, série V, volume 28. Böhlau Verlag, Cologne Weimar Vienne 1994,  (ISBN 3-412-13193-8)[7].
- Tome VII : Eckhard Wendt : Images de la vie de Stettiner. Recherche sur l'histoire de la Poméranie, série V, volume 40. Böhlau Verlag, Cologne Weimar Vienne 2004,  (ISBN 3-412-09404-8) .

À partir de 2013, avec le Lexique biographique de la Poméranie en plusieurs volumes (= publications de la Commission historique de la Poméranie. Série V, volume 48) autres biographies publiées.